# 지지 말아요
〈지지 말아요〉(일본어: 負けないで)는 일본의 밴드 ZARD의 여섯 번째 싱글로, 1993년 1월 27일 발매되었다. (8cm CD: PODH-1137, POSH-1137) 또한 ZARD가 발표한 곡 중에서 가장 많은 판매고를 기록한 싱글 앨범이며, 밴드 ZARD 최초의 1위곡, 최고 대표곡이자 최대 히트곡이기도 하다. 곡의 작사는 사카이 이즈미, 작곡은 오다 테츠로, 편곡은 하야마 타케시(葉山たけし)가 도맡았다.
B사이드 곡은 〈Stray Love〉이다. 곡의 작사는 사카이 이즈미, 작곡은 카와시마 다리아(川島だりあ), 편곡은 아카시 마사오가 맡았다.
한편, 곡의 저작권이 폴리도르 레코드에서 B-Gram RECORDS로 옮겨지며 1993년 9월 1일 싱글이 재발매되었다. (8cm CD: BGDH-1031)

## 배경
A사이드 곡 〈지지 말아요〉는 단카이 주니어 세대인, 당시의 수험생들을 겨냥해 만들어진 노래이다. 작곡자 오다 테츠로는 인터뷰에서, 사실 이 곡은 자신이 부르기 위해 만들었던 곡이지만 마침 의뢰받은 곡과 꼭 맞아 떨어졌기 때문에 곡을 넘겼다고 말했다. 사카이 이즈미는 "당시엔 계속 사랑 노래만 작사했기 때문에, 이번에는 다른 종류의 곡을 쓰고 싶었다. 이 템포감이 있는 곡을 들었을 때 응원가같았고, 곧바로 영감이 떠올라 한번에 써내려갔다. 어떤 싱글과 비교해봐도 스스로도 굉장히 즐겁게 쓴 곡 중 하나이다."며 작사 당시의 상황을 이야기했다. 〈지지 말아요〉는 1993년 1월 27일 공개되었고, 같은 연예인 사무소에 속해있던 마츠유키 야스코가 주연을 맡은 후지 TV의 드라마 《시라토리 레이코입니다!》의 주제가로 사용되었다.
ZARD는 1993년 2월 5일에 5번째로, TV 아사히의 《뮤직 스테이션》에 다시 한 번 출연했으며 이것이 ZARD의 마지막 방송 출연이었다. 방송을 끝으로 사카이 이즈미를 제외한 나머지 멤버들은 사실상 밴드를 탈퇴했다.

## 차트 순위
이 곡이 오리콘 싱글 차트에 이름을 올린 것은 1993년 2월 8일이다. 〈지지 말아요〉는 차트 첫 진입에 2위를 기록했는데, 이는 그때까지 ZARD가 기록한 최고 순위였다.(그 주의 1위곡은 톤네루즈의 〈가자이모〉(がじゃいも)다.) 차트 진입후로 5주차까지, 차트 상위권은 변동이 많았으며 특히 1위곡은 매주 변경되었다. 2-3주차에 ZARD는 쿠도 시즈카의 〈통곡〉(慟哭), 코이즈미 쿄코의 〈다정한 비〉(優しい雨), T-BOLAN의 〈억누를 수 없는 이 기분〉(おさえきれない この気持ち)에 톱을 내주게 된다. 진입 4주차인 1993년 3월 1일에 ZARD는 결성 이후 처음으로 1위를 차지하게 되지만, 5주에 다시 2위로 순위가 떨어지고 다시는 1위로 올라오지 못했다. 이후 10위권내에 10주간 이름을 올렸으며, 1993년 오리콘 연간 싱글 차트에서 6위에 올랐다.

## 반응
〈지지 말아요〉는 응원가로서 각인되어있다. 1994년에는 제 66회 선발고교야구대회의 입장 행진곡으로 사용되었다.
2005년, 태평양 전쟁 종전 60주년을 맞아 NHK에서는 《좋은 노래 ~홍백 모두의 앙케이트~》(スキウタ〜紅白みんなでアンケート〜)를 편성하여 지난 60년간 사랑을 받은 곡들을 앙케이트 조사했는데 〈지지 말아요〉는 발표된 지 20여년이 지난 노래임에도 여성 가수의 노래 중 15위를 차지했다.
2010년에 NTT 도코모의 벤쿠버 올림픽 홍보 영상의 CM송으로 사용되었으며, 이는 〈지지 말아요〉가 광고 삽입곡으로 사용된 첫 사례였다.
'힘이나는 노래'란 주제로 수 차례 시행된 설문에서 상위에 오르는 경우가 잦다. 2014년 1월 7일 《뮤직 스테이션》에서 10~60대 남녀 6000명을 대상으로 한 설문에서 1위에 올랐으며, 2015년 4월 음악정보지 《CD & DL》이 10~30대 1200여명을 대상으로 시행한 설문 역시 1위를 차지했다.
한편 2014년 12월 23일부터 사카이 이즈미가 학창 시절을 보낸 가나가와 현 하다노 시에 소재한 시부사와 역에서 〈지지 말아요〉를 상행선 홈의 발차음(發車音)으로 사용하고있다. 하행선 홈의 발차음은 〈흔들리는 마음〉이다.

## 커버와 번안
〈지지 말아요〉는 다른 음악가와 작품을 통해 여러번 리메이크되었다. 2004년 대한민국의 드라마 《반올림》의 주제가로 번안되어 사용되었다. 가수는 전혜선이었으며, 곡명은 〈지지마〉였다. 2006년에는 이 곡의 작곡자인 오다 테츠로가 자신의 앨범 《MELODIES》의 1번 트랙곡으로 이를 셀프 커버했다. TV 애니메이션 러키☆스타의 12화 엔딩곡으로도 사용되었으며, 2007년 7월 발매된 러키☆스타의 엔딩테마집에 이 곡이 실리기도 했다.

## 수록곡
| #             | 제목                                   | 작사          | 작곡            | 편곡          | 재생 시간 |
| ------------- | -------------------------------------- | ------------- | --------------- | ------------- | --------- |
| 1.            | 〈〈지지 말아요〉〉 (負けないで)       | 사카이 이즈미 | 오다 테츠로     | 하야마 타케시 | 3:49      |
| 2.            | 〈〈Stray Love〉〉                     | 사카이 이즈미 | 카와시마 다리아 | 아카시 마사오 | 4:03      |
| 3.            | 〈〈지지 말아요〉〉 (Original Karaoke) |               |                 |               | 3:49      |
| 4.            | 〈〈Stray Love〉〉 (Original Karaoke)  |               |                 |               | 4:01      |
| 총 재생 시간: | 총 재생 시간:                          | 총 재생 시간: | 총 재생 시간:   | 총 재생 시간: | 15:42     |

## 수상 및 기록
- 일본레코드협회
  - 1993년 : 밀리언 셀러 (싱글)[12]
  - 2014년 3월 : 플래티넘[13]
- 일본음악저작권협회
  - 1994년 : JASRAC상 동상[14]
- 오리콘 차트
  - 주간최고순위 1위 (1993년 3월 1일)
  - 1993년 2월 월간 순위 1위
  - 1993년 연간 순위 6위

## 발매 일정
| 버전                          | 일정            | 레이블          | 포맷               |
| ----------------------------- | --------------- | --------------- | ------------------ |
| 〈지지 말아요〉               | 1993년 1월 27일 | 폴리도르 레코드 | 8cm CD (PODH-1137) |
| 〈지지 말아요〉               | 1993년 1월 27일 | 폴리도르 레코드 | 8cm CD (POSH-1137) |
| 〈지지 말아요〉 (저작권 이전) | 1993년 9월 1일  | B-Gram RECORDS  | 8cm CD (BGDH-1031) |

## 주해
1. ↑  단카이 주니어 세대(団塊ジュニア 世代)는 제2차 세계 대전 전후의 베이비붐으로 태어난 단카이 세대(1947~1949)의 2세들이다. 대개 1972년부터 74년 사이에 태어난 자들을 뜻한다.